# Ève de Castro
Ève de Castro (Neuilly-sur-Seine, 31 dicembre 1961) è una scrittrice francese.

## Biografia
Ève de Castro è la figlia di Maurice Cazeneuve, regista televisivo, e di Béatrix Hélène Marie Alix de Thiollaz, medico. 
Ha studiato storia e diritto internazionale prima di dedicarsi alla scrittura.
Si è sposata nel 1984 con Frédéric Antoine Michel de Castro, dal quale ha poi divorziato. 
Ha esordito nella narrativa con il romanzo storico Les Bâtards du soleil (1987).
Nel 1992 è insignita del Prix des libraires, mentre nel 1996 vince il Prix des Deux Magots e il Prix Maurice-Genevoix per Nous serons comme des dieux, storia romanzata della famiglia del Re Sole.
Nel 2000 ha collaborato alla sceneggiatura del film Le roi danse.

## Opere (selezione)
- Saremo come dèi, traduzione di Lidia Perria, Milano, Marco Tropea Editore, 1997, SBN LO10434810.
- Il re delle ombre, traduzione di Maria Vidale, Milano, Rizzoli, 2013, SBN CFI0820168.